# Саморядово (Большесолдатский район)
Саморядово — деревня в Большесолдатском районе Курской области. Административный центр Саморядовского сельсовета.

## География
Деревня находится на реке Воробжа, в 71 километрах к юго-западу от Курска, в 12 километрах южнее районного центра — села Большое Солдатское.
Климат
Деревня, как и весь район, расположена в поясе умеренно континентального климата с тёплым летом и относительно тёплой зимой (Dfb в классификации Кёппена).

## Население
| 2002 | 2010 |
| ---- | ---- |
| 365  | ↘309 |

## Транспорт
Саморядово находится в 10 км от автодороги регионального значения 38К-004 (Дьяконово — Суджа — граница с Украиной), на автодороге межмуниципального значения 38Н-082 (38К-004 — Будище) и 38Н-572 (Саморядово – Хотеж Колодезь), в 12 км от ближайшего ж/д остановочного пункта Конопельки (линия Льгов I — Подкосылев).